# Daniel Flynn
Daniel "Dan" Flynn (datas desconhecidas) foi um ciclista britânico. Representou o Reino Unido em quatro eventos nos Jogos Olímpicos de 1908, em Londres.